# Vanessa Herzog
Vanessa Herzog z d. Bittner (ur. 2 lipca 1995 w Innsbrucku) – austriacka łyżwiarka szybka, czterokrotna medalistka mistrzostw świata.

## Kariera
W wieku 18 lat, Vanessa Bittner wzięła udział w Zimowych Igrzyskach Olimpijskich 2014 w Soczi. Podczas tych igrzysk wystąpiła w trzech konkurencjach łyżwiarstwa szybkiego: biegu na 500 m (27. miejsce), biegu na 1000 m (24. miejsce) oraz biegu na 1500 m (34. miejsce). Podczas mistrzostw świata na dystansach w Inzell w 2019 roku zdobyła srebrny medal na 1000 m i złoty na 500 m, zostając pierwszą w historii austriacką mistrzynią świata w tej konkurencji.
Wielokrotnie brała udział w pucharze świata juniorów czy mistrzostwach świata juniorów.
Do tej pory raz stanęła na podium w zawodach Pucharu Świata.

### Miejsca na podium w zawodach Pucharu Świata
| Nr | Dzień        | Rok  | Miejscowość | Konkurencja   | Czas biegu | Strata   | Miejsce | Zwycięzca    |
| -- | ------------ | ---- | ----------- | ------------- | ---------- | -------- | ------- | ------------ |
| 1. | 16 listopada | 2014 | Obihiro     | bieg na 500 m | 38,33 s    | + 0,41 s | 3.      | Lee Sang-hwa |

## Rekordy życiowe
| Dystans | Czas    | Data              | Miejsce        |
| ------- | ------- | ----------------- | -------------- |
| 100 m   | 11.56   | 16 stycznia 2011  | Innsbruck      |
| 200 m   | 21.50   | 13 stycznia 2007  | Berlin         |
| 300 m   | 27.28   | 24 stycznia 2009  | Collalbo       |
| 500 m   | 38.26   | 7 lutego 2015     | Heerenveen     |
| 700 m   | 58.47   | 3 lutego 2013     | Innsbruck      |
| 1000 m  | 1:15.36 | 17 listopada 2013 | Salt Lake City |
| 1500 m  | 1:58.76 | 16 listopada 2013 | Salt Lake City |
| 3000 m  | 4:26.22 | 29 grudnia 2011   | Inzell         |
| 5000 m  | 8:12.34 | 23 grudnia 2012   | Innsbruck      |
| Źródło: |         |                   |                |